# Veslanje na OI 1932.
Veslanje na Olimpijskim igrama u Los Angelesu 1932. godine uključivalo je natjecanja u 7 disciplina, i to samo u muškoj konkurenciji. 

## Osvajači medalja

### Muški
| Disciplina             | Zlato | Srebro | Bronca |
| Samac                  | Australija Henry Robert Pearce | SAD William Miller | Urugvaj Guillermo Douglas |
| Dvojac na pariće       | SAD Kenneth Myers Garrett Gilmore | Njemačka Herbert Buhtz Gerhard Boetzelen | Kanada Charles Pratt Noel De Mille |
| Dvojac bez kormilara   | Velika Britanija Lewis Clive Arthur Edwards                                                                                              | Novi Zeland Cyril Alec Stiles Fredrick Houghton Thompson                                                                                                   | Poljska Henryk Budzinski Jan Mikolajczak |
| Dvojac s kormilarom    | SAD Joseph Schauers Charles Kieffer Edward Jennings (korm)                                                                               | Poljska Jerzy Braun Janusz Slazak Jerzy Skolimowski (korm)                                                                                                 | Francuska Anselme Brusa Andre Giriat Pierre Brunet (korm)                                                                                     |
| Četverac bez kormilara | Velika Britanija John Babcock Hugh Edwards Jack Beresford Rowland George                                                                 | Njemačka Karl Aletter Ernst Gaber Walter Flinsch Hans Maier                                                                                                | Italija Antonio Ghiardello Francesco Cossu Giliante D'Este Antonio Garzoni Provenzani                                                         |
| Četverac s kormilarom  | Njemačka Hans Eller Horst Hoeck Walter Meyer Joachim Spremberg Karl Heinz Newmann (korm)                                                 | Italija Bruno Vattovaz Giovanni Plazzer Riccardo Divora Bruno Parovel Giovanni Scher (korm)                                                                | Poljska Jerzy Braun Janusz Slazak Stanislaw Urban Edward Kobylinski Jerzy Skolimowski (korm)                                                  |
| Osmerac                | SAD Edwin Salisbury James Blair Duncan Gregg David Dunlap Burton Jastram Charles Chandler Harold Tower Winslow Hall Norris Graham (korm) | Italija Vittorio Cioni Mario Balleri Renato Bracci Dino Barsotti Roberto Vestrini Guglielmo Del Bimbo Enrico Garzelli Renato Barbieri Cesare Milani (korm) | Kanada Earl Eastwood Joseph Harris Stanley Stanyar Harry Fry Cedric Liddell William Thoburn Donald Boal Albert Taylor George MacDonald (korm) |